# Santa Maria della Passione (Mailand)

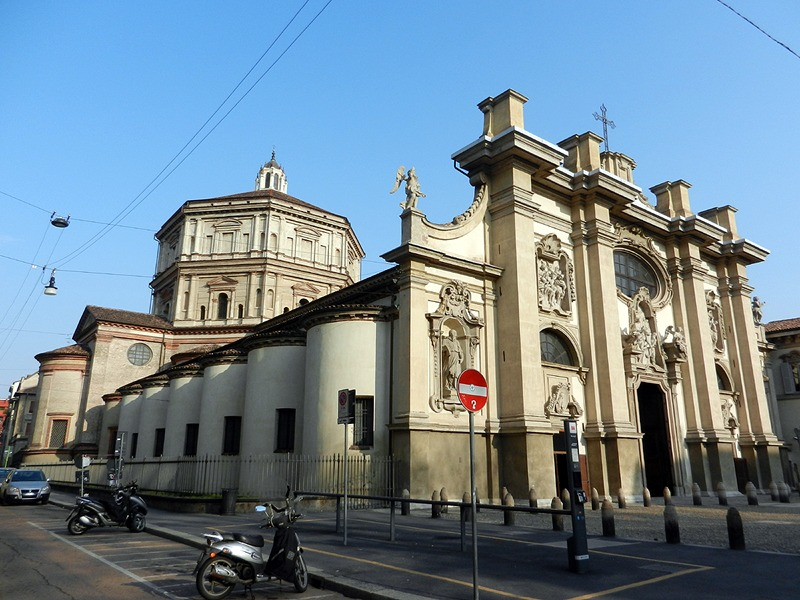
Santa Maria della Passione

Santa Maria della Passione ist eine römisch-katholische Kirche in Mailand und ein Denkmal der Mailänder Spätrenaissance.

## Geschichte

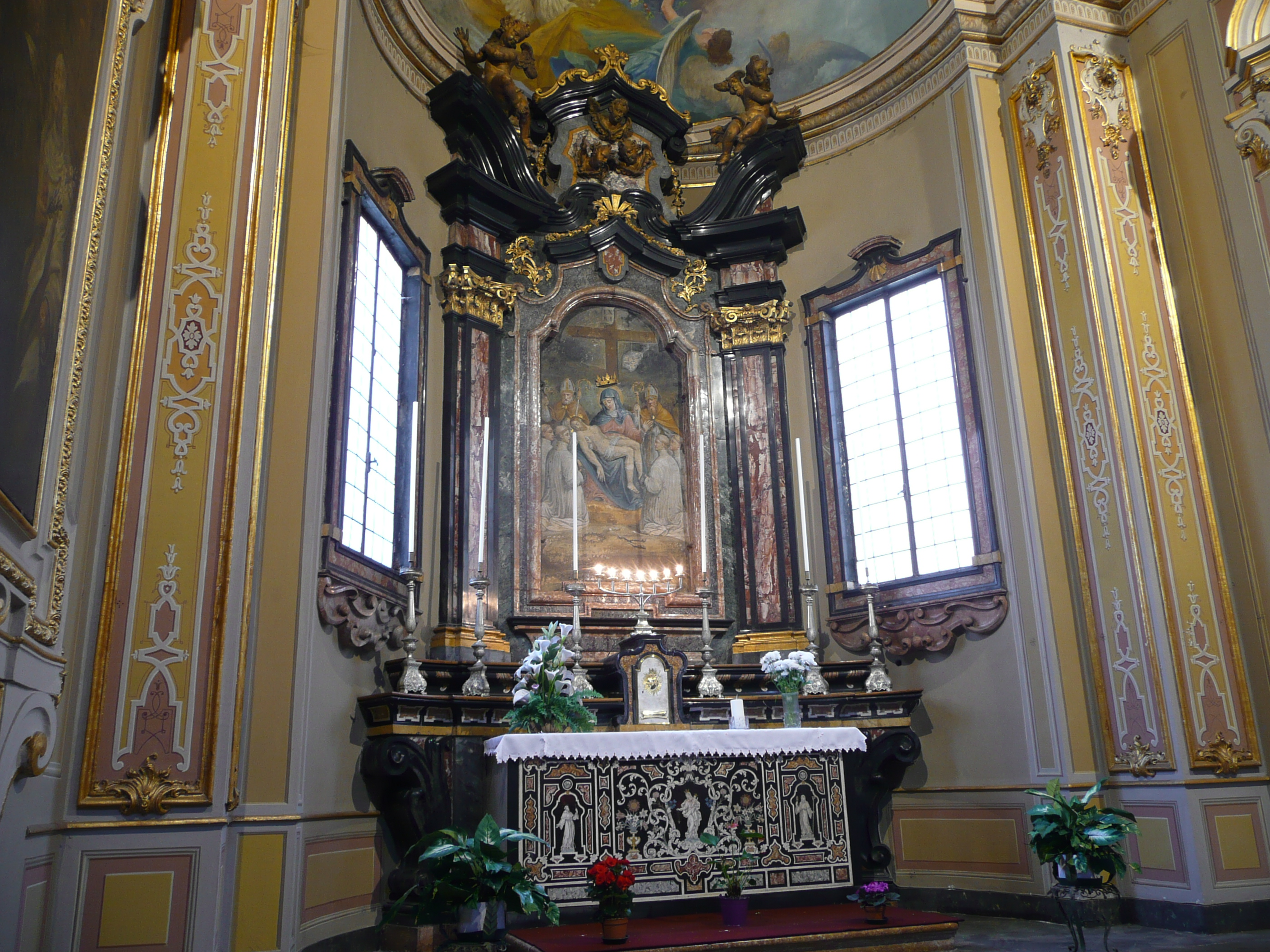
Bild der Heiligen Maria von der Passion in der Kapelle der Schmerzhaften Muttergottes, nach der die Kirche benannt ist

Die ursprüngliche Anlage, die vielleicht von Giovanni Antonio Amadeo erdacht, aber von Giovanni Battaggio verwirklicht wurde, war ein Zentralbau wie in vielen Marienheiligtümern der Lombardei in der Renaissance. Sie bestand aus einem Oktogon, an das acht Kapellen mit abwechselnd halbrundem oder rechteckigem Grundriss angeschlossen waren (1486). Darüber baute Cristoforo Lombardo, bekannt als „il Lombardino“ („der kleine Lombarde“), den Tiburio mit seinen üblichen nüchternen, klassischen Linien. 
Ab 1573 wurde das Gebäude auf Wunsch von Karl Borromäus in einen länglichen Grundriss umgewandelt, der besser für Predigten geeignet war. So wurden die Kirchenschiffe von Martino Bassi und die Barockfassade (17. Jahrhundert) hinzugefügt.

## Beschreibung

### Äußeres

#### Fassade

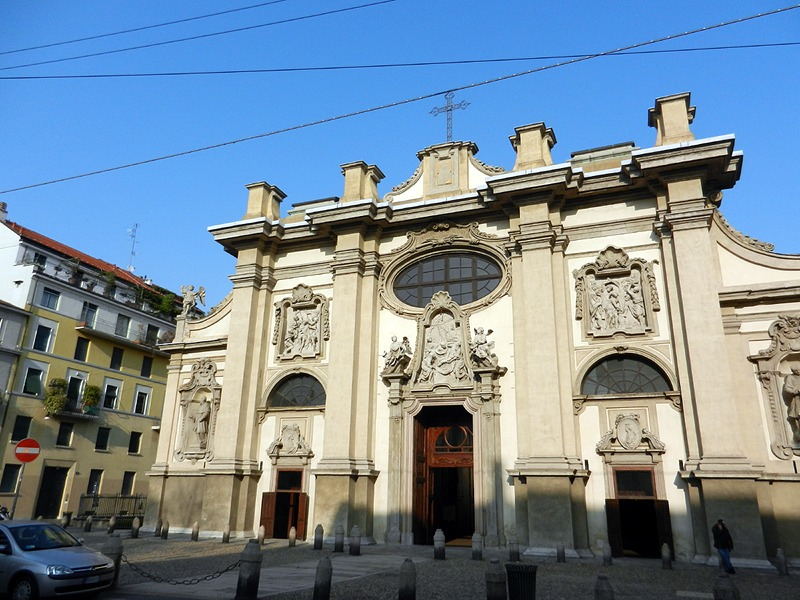
Fassade

Mit der Vollendung der Fassade wurde Ende des 17. Jahrhunderts von dem Bildhauer Giuseppe Rusnati begonnen, dem wir die heute zu sehenden Skulpturen und Reliefs verdanken, die von Episoden aus der Passion Christi inspiriert sind. Der obere Teil wurde nie vollendet und besteht heute aus einfachen Sockeln mit dem Grundriss eines griechischen Kreuzes. Die in fünf Felder unterteilte Fassade, von denen die beiden seitlichen niedriger als die drei mittleren sind, wird von Pilastern toskanischer Ordnung gegliedert und ist mit Basreliefs aus Marmor verziert. Über dem Mittelportal befindet sich die Niederlegung Christi, flankiert von zwei Engels-Statuen. Über den Seitenportalen befinden sich zwei ovale Medaillons, eines mit dem Profil Christi über dem linken Portal und das andere mit dem Profil der Jungfrau über dem rechten Portal. Über den Lünetten der Seitenportale befinden sich links ein Relief mit Christus an der Säule, und rechts die Dornenkrönung.

#### Kuppel

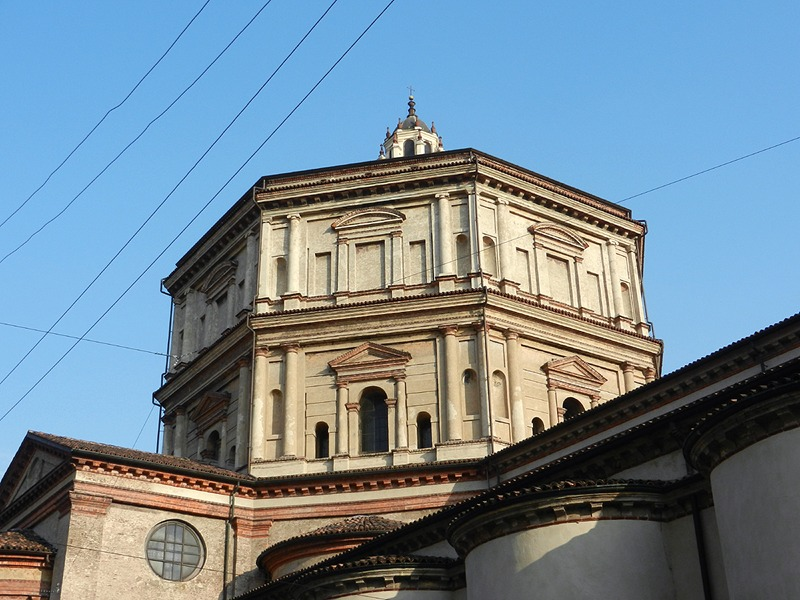
Die Kuppel

Der monumentale Komplex der Tribüne, der in der von einer achteckigen Tambour überdachten Kuppel gipfelt, wird Giovanni Battagio aus Lodi zugeschrieben. Außen ist der Tambour mit Halbsäulen in zwei Ordnungen, toskanisch und ionisch, bedeckt, die sich mit Nischen und Fenstern abwechseln, die mit Terrakotta verziert sind. Wie die Tribüne der Kirche Santa Maria delle Grazie, die in denselben Jahren von Amadeo erbaut wurde, um den Grabdenkmal von Ludovico il Moro und Beatrice d’Este unter der Kuppel in der Mitte zu platzieren, war auch die Passionstribüne ursprünglich für Bestattungszwecke bestimmt, da das Mausoleum der Brüder Daniele und Francesco Birago ursprünglich in der Mitte der Tribüne platziert war und nun in eine Seitenkapelle verlegt wurde. Daniele Birago, Herzogsrat der Sforza und Erzbischof von Mytilene, war der Hauptfinanzier der ersten Bauphase der Basilika.

### Innenbereich

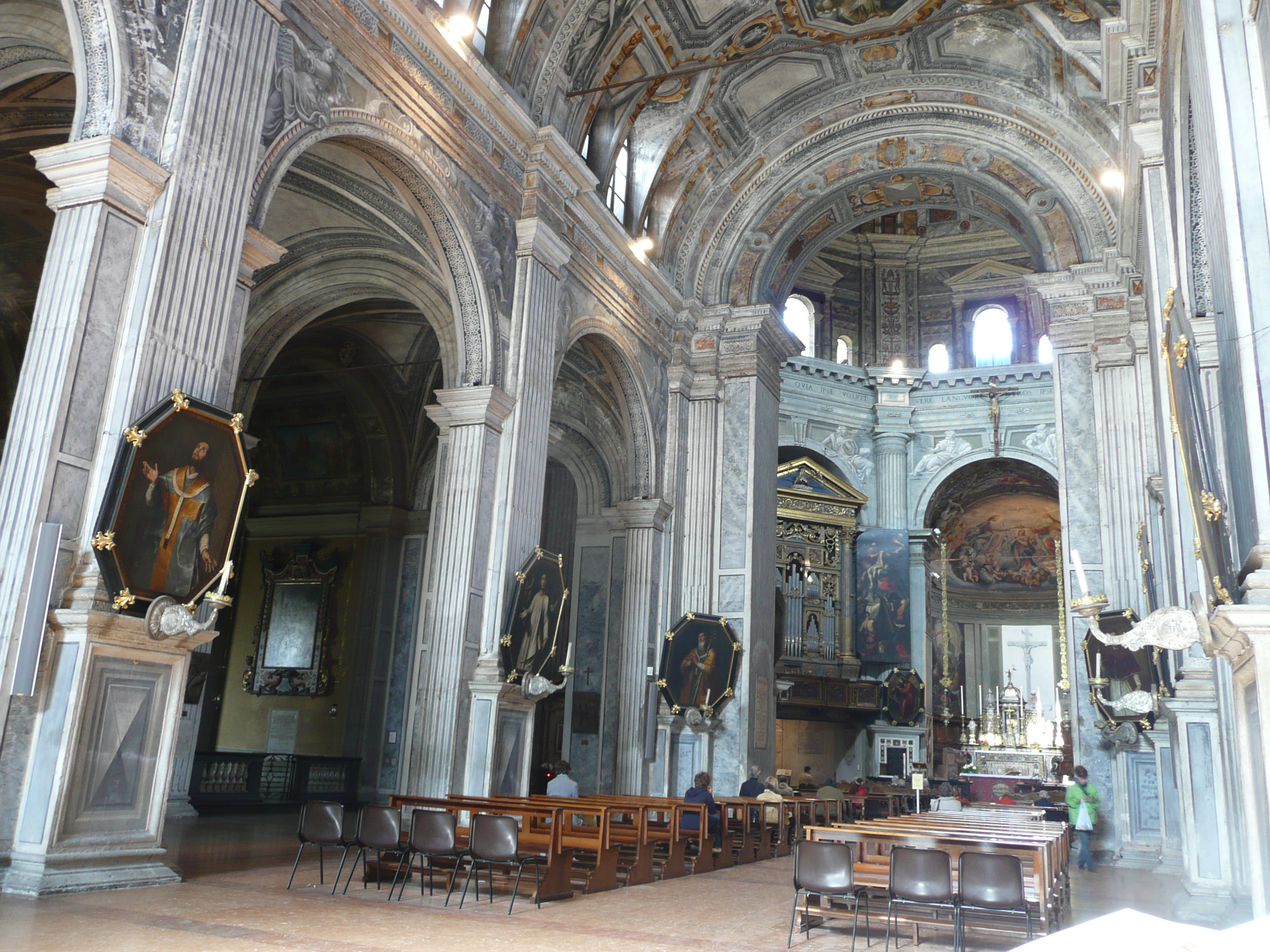
Innenraum

Die drei Schiffe der Kirche waren in Battagios ursprünglichem Entwurf nicht vorgesehen, der stattdessen einen zentralen Grundriss vorsah. Sie wurden in der zweiten Hälfte des 16. Jahrhunderts von den Architekten hinzugefügt, die sich gegenseitig in der Leitung der Baustelle ablösten, dem Vincenzo Seregni und Martino Bassi, letzterer ein Schüler und Nachfolger des ersteren.

#### Hauptfresken
Fresken von Giuseppe Galberio, die Ende des 16. Jahrhunderts in zarten Grau- und Goldtönen gemalt wurden, bedecken das Tonnengewölbe.
An den Pfeilern befinden sich achteckige Gemälde, die Daniele Crespi und seiner Schule zugeschrieben werden und Heilige und berühmte Figuren des Lateranordens in halber Länge darstellen, die sich einst im Refektorium des Klosters befanden.

#### Kapellen des rechten Seitenschiffs

##### Erste Kapelle
Fuga in Egitto e Bottega di Nazareth, tele di Tommaso Formenti, XVII secolo.

##### Dritte Kapelle
Geißelung, Leinwand von Giulio Cesare Procaccini. Die Leinwand, die auf dem Hochaltar der Kapelle steht, stammt aus dem verschwundenen Kloster Santa Prassede. Es wird von Kritikern der ersten künstlerischen Phase Procaccinis zugeschrieben, die eine spätmanieristische Prägung aufweist und in das erste Jahrzehnt des 17. Jahrhunderts datiert wird. Vor allem die Komposition, die sich auf die Drehung der zentralen Christusfigur vor den imposanten Figuren der beiden Folterknechte konzentriert, ist charakteristisch für den lombardischen Spätmanierismus, zu dessen führenden Vertretern der Maler zusammen mit seinem Bruder Camillo gehörte. Die starke dramatische und emotionale Aufladung und die plastische Dynamik der Szene nehmen jedoch die barocken Entwicklungen ihrer Kunst vorweg.

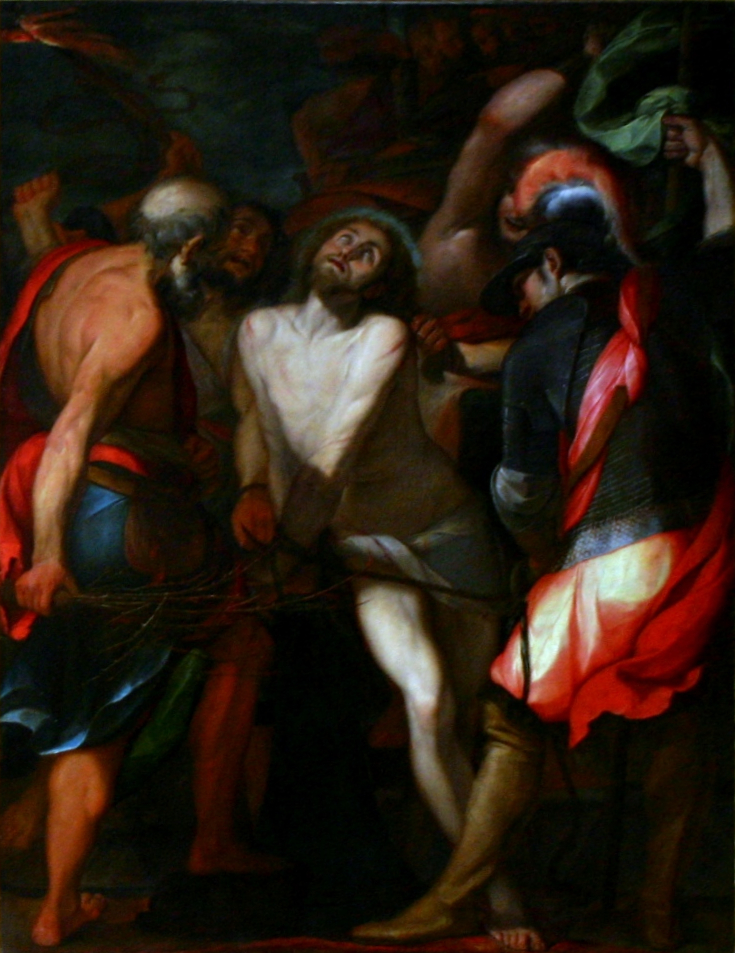
Giulio Cesare Procaccini
Cristo alla colonna

##### Fünfte Kapelle
Madonna der Passion", Fresko aus dem 15. Das Fresko am Hochaltar stammt aus der kleinen Kirche, die Ende des 15. Jahrhunderts abgerissen wurde, um dem heutigen Gebäude Platz zu machen. In den folgenden Jahrhunderten wurde das Bild restauriert und neu bemalt.

#### Zentrales Achteck
Dornenkrönung an der Außenseite der Orgeltüren auf der rechten Seite, Geißelung und Ecce Homo an der Innenseite der Türen, von Carlo Urbino. Fußwaschung an der Außenseite der Orgeltüren auf der linken Seite, Kreuzigung und Kreuzabnahme an den Innenseiten der Türen, Meisterwerke von Daniele Crespi.

##### Taverna-Kapelle
Die Dekoration dieser Kapelle, die das rechte Querschiff bildet, wurde von dem Großkanzler Francesco Taverna in Auftrag gegeben, der einer der führenden Familien des Mailänder Adels angehörte. Der Bilderzyklus am Eingangsbogen, am Gewölbe und an den Wänden wurde 1560 bei dem kremaskischen Maler Carlo Urbino in Auftrag gegeben, der die Fresken und die sie umgebenden Stuckfiguren und -rahmen mit typischen manieristischen Motiven schuf. In der Mitte des Eingangsbogens befindet sich das Wappen der Familie Taverna mit einem silbernen Hund, der einen goldenen Stern in zwei Vierteln anbellt; daneben die ersten Episoden des Passionszyklus: Die Auferstehung des Lazarus, Die Vertreibung der Kaufleute aus dem Tempel, Die Vertreibung aus Nazareth und Maria Magdalena. Auf den vier Tafeln des Gewölbes, die von zarten Engelsfiguren umgeben sind, folgen das Gebet im Garten, Die Gefangennahme, Jesus vor Pilatus und Der Aufstieg zum Kalvarienberg. Der Zyklus schließt im Apsidenbecken mit den Episoden Die Auferstehung und Noli me tangere ab.

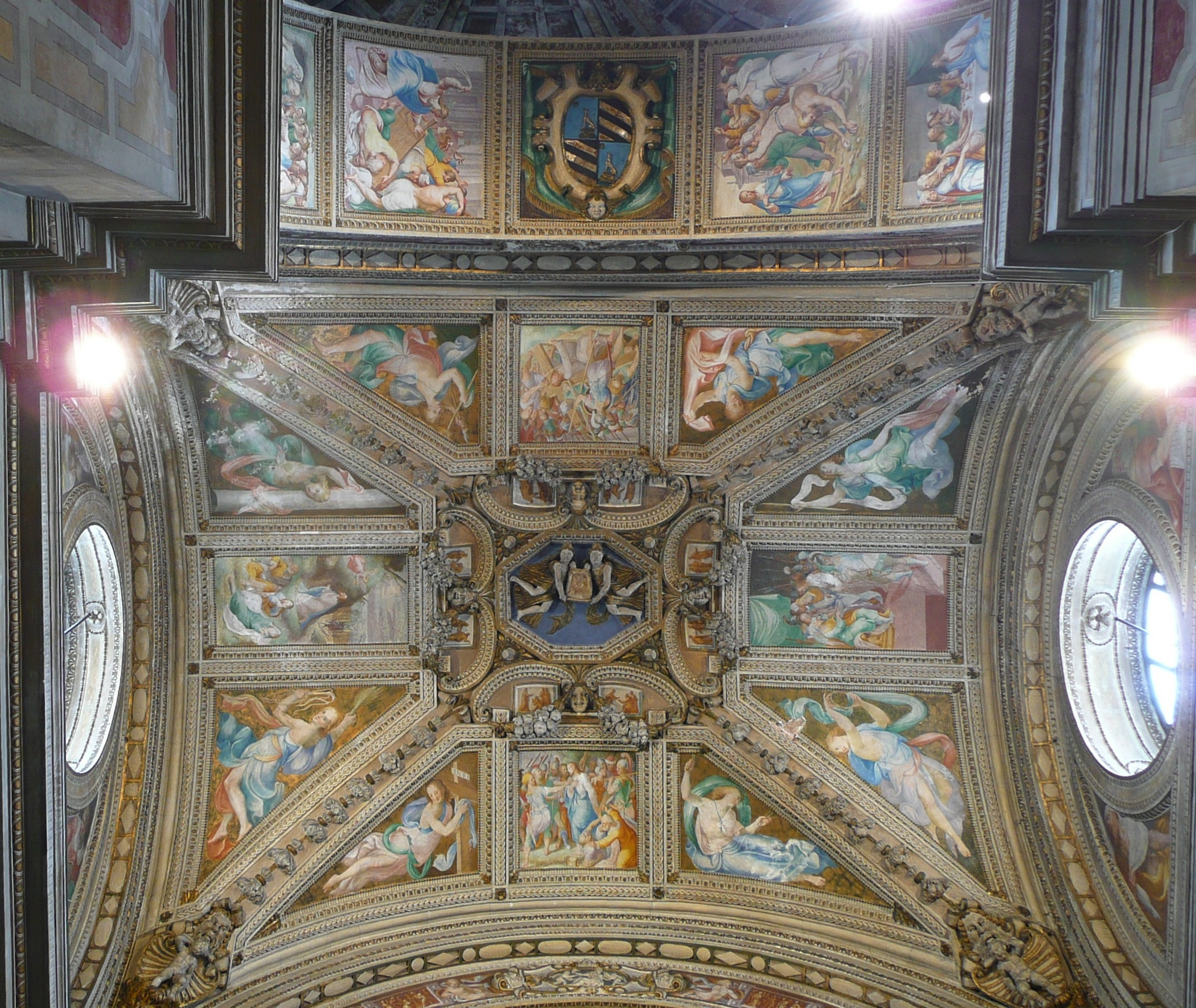
Carlo Urbino, Gewölbe des Querschiffs

Das Altarretabel mit der Deposition, das sich auf dem Altar befindet, stammt vom Hochaltar der Kirche, von dem es im 17. Jahrhundert entfernt wurde, als der jetzige aus polychromem Marmor gebaut wurde. Die Leinwand ist in einem monumentalen Original-Holzrahmen aus dem 16. Jahrhundert untergebracht. Die Predella ist mit den Heiligen Petrus und Paulus geschmückt, an den Seiten wird von der Auffindung des Wahren Kreuzes berichtet, während das zentrale Fach kürzlich gestohlen wurde. Zwei Säulen mit Pflanzenmotiven stützen das gebrochene Tympanon mit dem Kymation, das den auferstandenen Christus zeigt. Die zentrale Leinwand mit der Kreuzabnahme wird dem wenig bekannten Bernardino Ferrari zugeschrieben, von dem das bedeutendste Werk überliefert ist. Das Gemälde wurde lange Zeit Bernardino Luini zugeschrieben; ähnlich der Manier des Malers aus Dumenza sind der klassische Rahmen, die Feinheit der Charakterisierung der Figuren, während die Landschaft im Hintergrund mit der aufgetürmten Stadt an die geheimnisvollen Hintergründe von Bramantino erinnert. An den vier Pfeilern der Kapelle befinden sich Gemälde mit den griechischen Kirchenlehrern (Gregor von Nazianz, Johannes Chrysostomus, Basilius) von einem unbekannten Autor, die den anderen vier Gemälden in der gegenüberliegenden Kapelle, die die Reihe vervollständigen, qualitativ deutlich unterlegen sind.

##### Falcucci-Kapelle
In der Kapelle befindet sich unter der Orgel auf der rechten Seite das von Andrea Fusina aus Fusine geschaffene Grabdenkmal von Daniele Birago, herzoglicher Rat am Hof der Sforza und Erzbischof von Mytilene, das zum Zeitpunkt seiner Fertigstellung (1495) in der Mitte des Oktogons unter der Kuppel aufgestellt war und dann gemäß dem Diktat der Gegenreformation gegen die Errichtung privater Grabdenkmäler in Kirchen versetzt wurde.

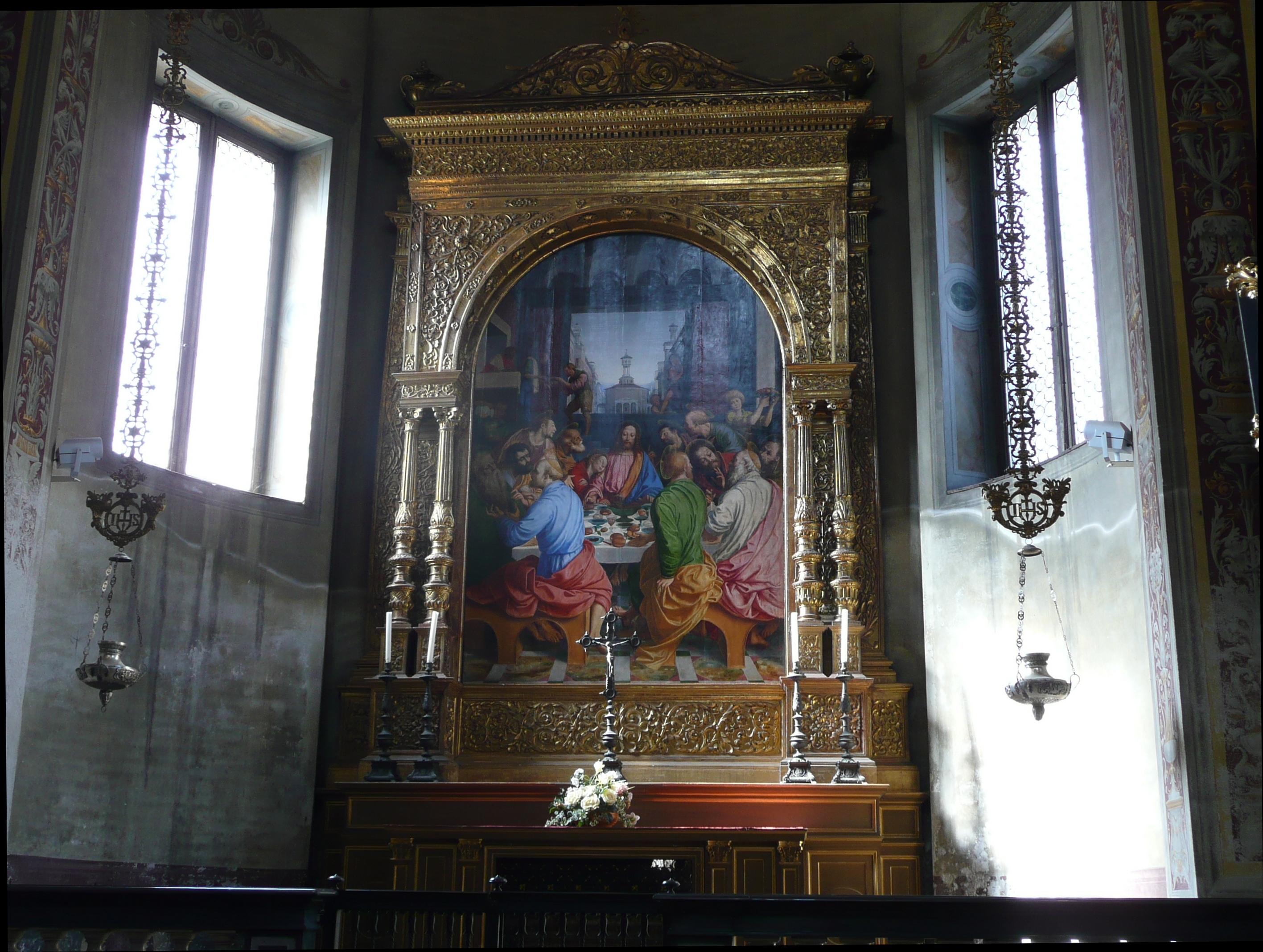
Gaudenzio Ferrari, Abendmahl

##### Linkes Querschiff
Der Hauptaltar beherbergt das Letzte Abendmahl, ein Meisterwerk aus der Reifezeit von Gaudenzio Ferrari und das berühmteste Werk der Basilika. Das Gemälde wurde bereits von den Zeitgenossen hoch geschätzt, die die Majestät der Figuren und den Naturalismus der Mimik lobten und zeigten, dass es dem anspruchsvollen Vergleich mit dem fünfzig Jahre zuvor entstandenen Abendmahl von Leonardo in der Kirche Santa Maria Santa Maria delle Grazie standhielt. Es ist auch das einzige Werk von Gaudenzio, das Giorgio Vasari in seinen Lebensbeschreibungen in schmeichelhaften Worten erwähnt. Im Laufe der Zeit wurden zahlreiche Kopien angefertigt; in Mailand befindet sich in der Basilika di San Nazaro in Brolo eine von Bernardino Lanino. Das Werk zeichnet sich nicht nur durch die physiognomische und psychologische Untersuchung der Figuren in der Nachfolge von Leonardo da Vinci aus, sondern auch durch den merkwürdigen Hintergrund mit dem unwahrscheinlichen zentralen Gebäude, das an die Werke von Bramantino erinnert. Der monumentale vergoldete Rahmen ist das Original, das zusammen mit dem Gemälde 1544 von Prior Aurelio da Milano in Auftrag gegeben wurde. In derselben Kapelle sind auch die vier Gemälde von Giuseppe Vermiglio mit Die vier Kirchenlehrer, im Stil von Caravaggio zu sehen.

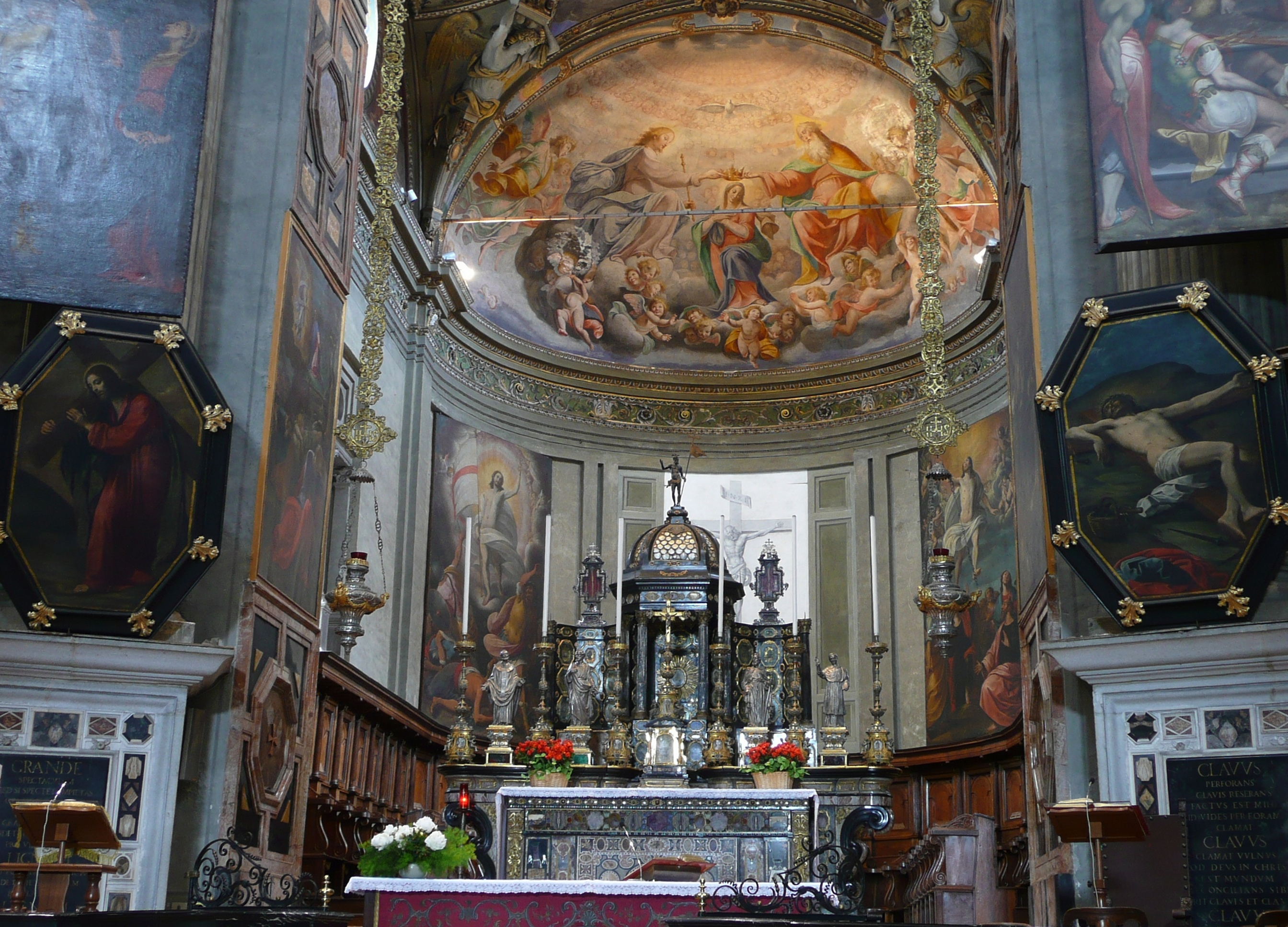
Apsis und Hochaltar

##### Die Apsis
Die Apsis beherbergt den Chor mit neunundzwanzig Intarsien, die Cristoforo Solari zugeschrieben werden, zwei Gemälde mit der Auferstehung und der Himmelfahrt sowie die Krönung der Jungfrau, ein Fresko im Apsisbecken von Panfilo Nuvolone, das die von der Dreifaltigkeit gekrönte Jungfrau, umgeben von vier Propheten und vier Sibyllen, darstellt. Letztere stellen die Themen dar, die den Abschluss des Passionszyklus bilden, wie der Sieg über Schmerz und Tod. Der Altar wurde im 17. Jahrhundert umgestaltet, als das Altarbild mit der Darstellung, das sich jetzt im rechten Querschiff befindet, versetzt wurde. Es handelt sich um ein barockes Werk, bestehend aus einer mit Halbedelsteinen und polychromem Marmor verzierten Fassade, die von einem kleinen, mit Onyxmedaillons verzierten Tempel überragt wird, der von Giovanni Battista Crespi und Giulio Cesare Procaccini gemalt wurde.

#### Pfeifenorgeln
Auf der Chorempore rechts vom Presbyterium steht die Pfeifenorgel der Firma Mascioni Orgelbau, die im Jahr 2001 als Opus 1155 unter Verwendung des Gehäuses des bereits existierenden Barock-Instruments gebaut wurde. Die speziell für das deutsche Barockrepertoire konzipierte Orgel verfügt über 28 Register auf zwei Manualen und Pedal und eine mechanische Traktur.
Auf der Chorempore befindet sich eine barocke Pfeifenorgel aus dem 17. Jahrhundert, die 1985 von der Firma Mascioni restauriert wurde. Das Instrument verfügt über eine mechanische Traktur mit 14 Registern auf einem Manual und Pedal.

#### Kapellen im linken Seitenschiff

##### Erste Kapelle
An der rechten Wand befindet sich das Fasten des Heiligen Karl Borromäus, ein Meisterwerk von Daniele Crespi. Das Gemälde ist eines der besten Werke von Crespi und gleichzeitig eine der berühmtesten Darstellungen des Heiligen. Die Leinwand zeichnet sich durch eine einfache Komposition und eine starke emotionale Aufladung aus, ganz im Sinne der Gegenreformation in der Malerei. Nur die Figur des Heiligen, der kleine Tisch, auf dem nur das Gebetbuch und das spärliche Mahl liegen, und der Altar mit dem Kruzifix treten aus dem dichten Dunkel des Hintergrunds hervor. Die Elemente werden von einem heftigen Licht erhellt und mit grobem Realismus wiedergegeben, der sich im Stillleben des Abendessens und in den Tränen, die das Gesicht des Bischofs säumen, zeigt und eine Szene mit starkem asketischem Inhalt schafft. Auf dem Hauptaltar steht das Gemälde Madonna mit Kind und Heiligen von Simone Peterzano.

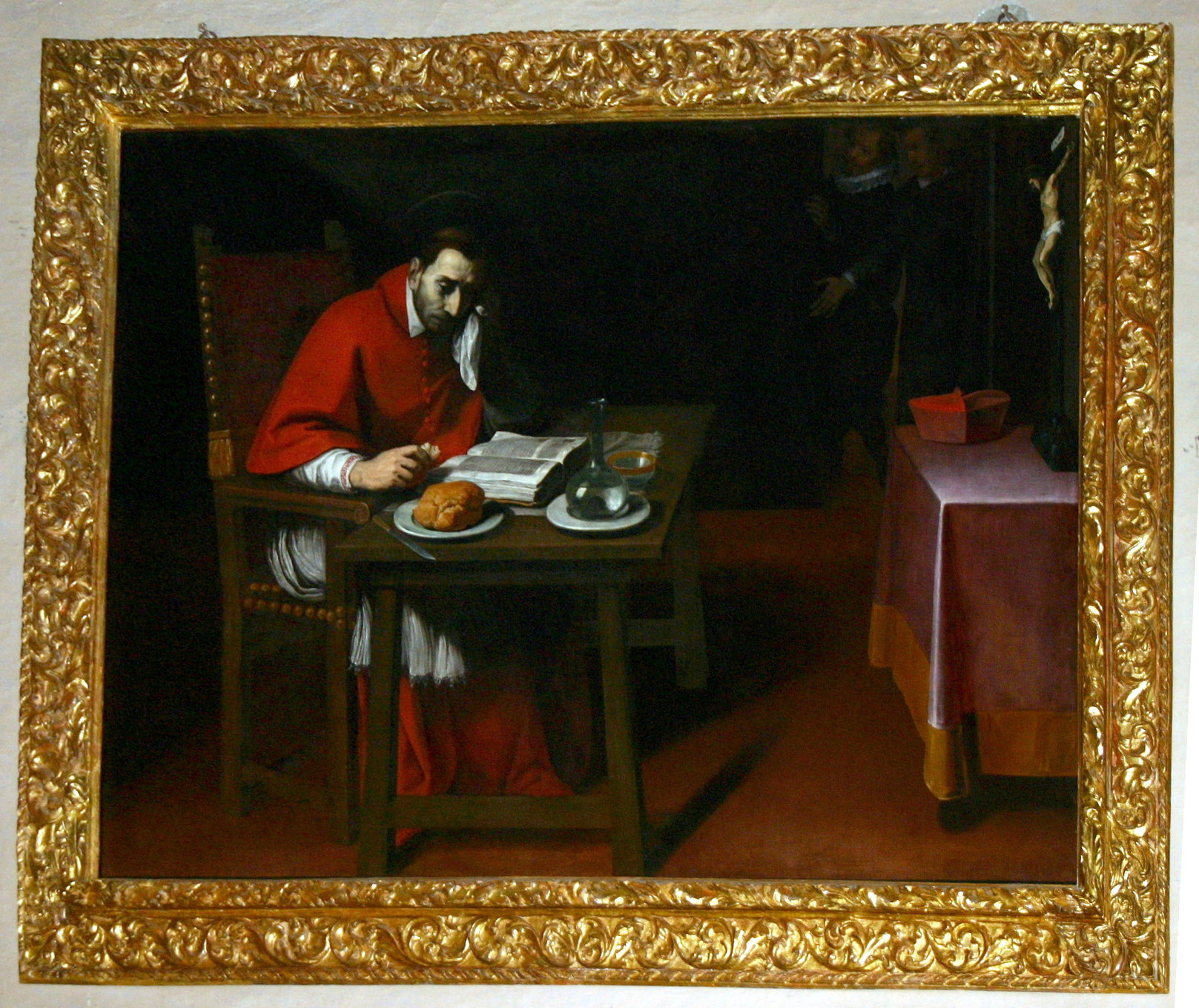
Daniele Crespi, Fastenmahlzeit des Heiligen Karl Borromäus

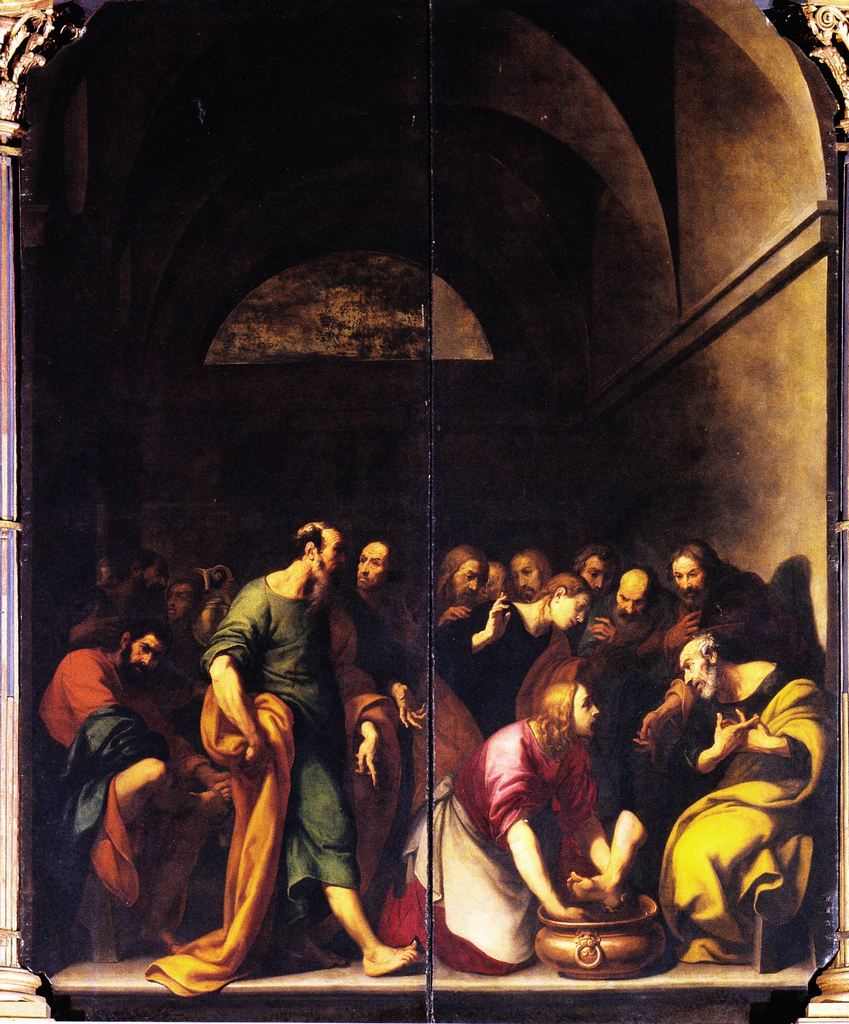
Daniele Crespi, Fußwaschung

##### Zweite Kapelle
Duellierende Ritter in architektonischen Räumen, Gherardini und Castelli zugeschriebenes Fresko, in Auftrag gegeben von der Baronin Brebbia zu Ehren ihres Sohnes Karl von Vattevil, Feldherr des Königs von Spanien.

##### Dritte Kapelle
Johannes der Täufer von Paolo Camillo Landriani, bekannt als Il Duchino, signiert und datiert 1602.

##### Fünfte Kapelle
Der heilige Franz von Assisi empfängt die Stigmata, Leinwand, die Camillo Procaccini zugeschrieben wird Absetzung des Heiligen Thomas Becket, Leinwand von Giuseppe Vermiglio. Es ist eines der besten Werke des Künstlers, der ursprünglich aus Alexandria stammt. Das signierte und 1625 datierte Werk zeigt deutliche karawaggeske Einflüsse im Realismus der Gesichter und in den Effekten des lebendigen Lichts auf den weißen Gewändern der Kleriker. In der Monumentalität der Figuren sind dagegen Einflüsse des Spaniers Juan de Zurbarán zu erkennen.

##### Sechste Kapelle
Himmelfahrt der Jungfrau Maria, Leinwand von Simone Peterzano, Aufstieg zum Kalvarienberg von Pietro Bacchi da Bagnara.

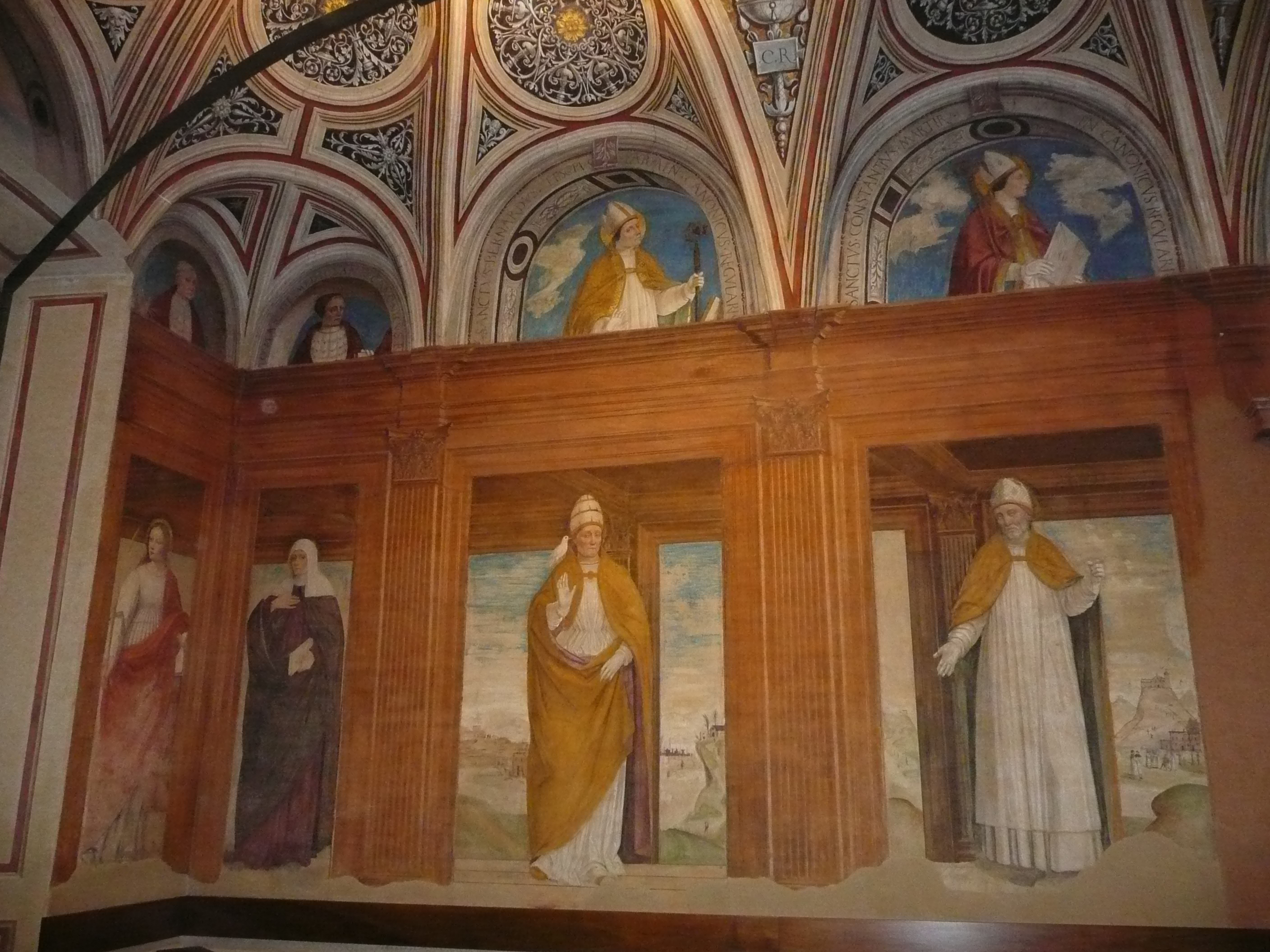
Kapitelhaus, Fresken von Bergognone

### Kapitelhaus
Eines der Meisterwerke der Kirche ist das Kapitelhaus, der mit einem monumentalen Bilderzyklus von Bergognone (1510–1515 ca.) mit Tafeln, Fresken Christus und die Apostel an den Wänden; Heilige und Päpste aus dem Orden der Laterankanonvente in den Lünetten; Grotesken und Sternenhimmel im Gewölbe geschmückt ist.